# Safari Rally 2022
Il Safari Rally 2022, ufficialmente denominato Safari Rally Kenya 2022, è stata la sesta prova del campionato del mondo rally 2022 nonché la sessantanovesima edizione del Safari Rally e la trentesima con valenza mondiale.

## Riepilogo
La manifestazione si è svolta dal 23 al 26 giugno sugli impegnativi sterrati che attraversano gli altipiani del Kenya nel cuore della Rift Valley, con sede designata nella capitale Nairobi e le prove speciali tenutesi interamente nella contea di Nakuru, mentre il parco assistenza per i concorrenti venne allestito al Kenya Wildlife Training Institute nei pressi del lago Naivasha, 100 km a nord ovest della capitale.
L'evento è stato dominato dalla squadra ufficiale Toyota, la quale è riuscita a piazzare le sue GR Yaris Rally1 nei primi quattro posti; la vittoria è andata pertanto al finlandese Kalle Rovanperä, navigato dal connazionale Jonne Halttunen, davanti alla coppia britannica formata da Elfyn Evans e Scott Martin e a quella composta dal giapponese Takamoto Katsuta e dall'irlandese Aaron Johnston, quest'ultimo al suo primo podio in carriera. Rovanperä e Halttunen conquistarono così il loro quarto successo stagionale dopo quelli ottenuti in Svezia, in Croazia e in Portogallo, allungando il già cospicuo vantaggio in classifica generale sugli inseguitori; Toyota ripeté inoltre l'impresa di piazzare quattro sue vetture nei primi quattro posti a distanza di 29 anni, quando furono quattro Celica GT-Four a imporsi sempre in Kenya nel mondiale 1993.
I polacchi Kajetan Kajetanowicz e Maciej Szczepaniak, su Škoda Fabia Rally2 evo, hanno invece conquistato il loro primo successo nel campionato WRC-2 permettendo loro di insediarsi in testa alla classifica di categoria, mentre la pilota di casa Maxine Wahome e il connazionale Murage Waigwa hanno vinto nella serie WRC-3 alla guida di una Ford Fiesta Rally3.

## Dati della prova
| Denominazione ufficiale             | Safari Rally Kenya                                                     |
| Edizione N°                         | 69                                                                     |
| Tappa N°                            | 6 di 13                                                                |
| Data manifestazione                 | da giovedì 23/06/2022 a domenica 26/06/2022                            |
| Sede ospitante                      | Nairobi (contea di Nairobi, Kenya)                                     |
| Sede parco assistenza               | Kenya Wildlife Training Institute, Naivasha (contea di Nakuru, Kenya)  |
| Superficie                          | Sterrato                                                               |
| Direttore di gara                   | Gurvir Bhabra                                                          |
| Iscritti                            | 31                                                                     |
| Partiti                             | 31                                                                     |
| Arrivati                            | 21 (67,7%)                                                             |
| Prove speciali                      | 19                                                                     |
| Prova più breve                     | 4,84 km (PS1: Super Special Kasarani)                                  |
| Prova più lunga                     | 31,25 km (PS4 e PS7: Kedong)                                           |
| Prova più lenta                     | velocità media di 80,36 km/h (PS2: Loldia 1)                           |
| Prova più veloce                    | velocità media di 114,93 km/h (PS15: Narasha 1)                        |
| Lunghezza prove speciali previste   | 362,62 km                                                              |
| Lunghezza prove speciali disputate  | 359,93 km (29,4% della distanza totale effettiva - cancellati 2,69 km) |
| Lunghezza complessiva trasferimenti | 863,86 km                                                              |
| Distanza totale effettiva           | 1223,79 km                                                             |
| Media oraria del vincitore          | velocità media di 98,0 km/h (359,93 km in 3h40'24"9)                   |

## Itinerario
Novità dell'edizione 2022:
- Circa un terzo della distanza cronometrata era nuovo rispetto all'edizione 2021;
- Le prove Geothermal e Narasha erano inedite, la speciale Elmenteita era da corrersi nella direzione opposta, mentre le prove Loldia e Soysambu vennero allungate rispettivamente di 7 e 9 km rispetto all'anno precedente.

| Frazione            | Prova  | Ora    | Nome                                        | Lunghezza | Totale    |
| ------------------- | ------ | ------ | ------------------------------------------- | --------- | --------- |
| Frazione 1 (23 giu) | PS1    | 14:08  | Super Special Kasarani                      | 4,84 km   | 4,84 km   |
|                     |        |        |                                             |           |           |
| Frazione 2 (24 giu) |        | 07:00  | Assistenza – KWS, Naivasha (15 min)         | –         | 124,20 km |
| Frazione 2 (24 giu) | PS2    | 08:00  | Loldia 1                                    | 19,17 km  | 124,20 km |
| Frazione 2 (24 giu) | PS3    | 09:18  | Geothermal 1                                | 11,68 km  | 124,20 km |
| Frazione 2 (24 giu) | PS4    | 10:11  | Kedong 1                                    | 31,25 km  | 124,20 km |
| Frazione 2 (24 giu) |        | 11:54  | Assistenza (flexi) – KWS, Naivasha (30 min) |           | 124,20 km |
| Frazione 2 (24 giu) | PS5    | 13:09  | Loldia 2                                    | 19,17 km  | 124,20 km |
| Frazione 2 (24 giu) | PS6    | 14:27  | Geothermal 2                                | 11,68 km  | 124,20 km |
| Frazione 2 (24 giu) | PS7    | 15:20  | Kedong 2                                    | 31,25 km  | 124,20 km |
| Frazione 2 (24 giu) |        | 16:33  | Assistenza (flexi) – KWS, Naivasha (45 min) | –         | 124,20 km |
|                     |        |        |                                             |           |           |
| Frazione 3 (25 giu) |        | 06:55  | Assistenza – KWS Naivasha (15 min)          | –         | 150,88 km |
| Frazione 3 (25 giu) | PS8    | 08:06  | Soysambu 1                                  | 29,32 km  | 150,88 km |
| Frazione 3 (25 giu) | PS9    | 09:08  | Elmenteita 1                                | 15,08 km  | 150,88 km |
| Frazione 3 (25 giu) | PS10   | 10:01  | Sleeping Warrior 1                          | 31,04 km  | 150,88 km |
| Frazione 3 (25 giu) |        | 12:11  | Assistenza (flexi) – KWS, Naivasha (30 min) | –         | 150,88 km |
| Frazione 3 (25 giu) | PS11   | 14:07  | Soysambu 2                                  | 29,32 km  | 150,88 km |
| Frazione 3 (25 giu) | PS12   | 15:08  | Elmenteita 2                                | 15,08 km  | 150,88 km |
| Frazione 3 (25 giu) | PS13   | 16:01  | Sleeping Warrior 2                          | 31,04 km  | 150,88 km |
| Frazione 3 (25 giu) |        | 17:46  | Assistenza (flexi) – KWS, Naivasha (45 min) | –         | 150,88 km |
|                     |        |        |                                             |           |           |
| Frazione 4 (26 giu) |        | 06:00  | Assistenza – KWS, Naivasha (15 min)         | –         | 80,01 km  |
| Frazione 4 (26 giu) | PS14   | 07:05  | Oserian 1                                   | 17,52 km  | 80,01 km  |
| Frazione 4 (26 giu) | PS15   | 08:08  | Narasha 1                                   | 13,30 km  | 80,01 km  |
| Frazione 4 (26 giu) | PS16   | 09:08  | Hell's Gate 1                               | 10,53 km  | 80,01 km  |
| Frazione 4 (26 giu) |        | 10:24  | Assistenza (flexi) – KWS, Naivasha (15 min) | –         | 80,01 km  |
| Frazione 4 (26 giu) | PS17   | 11:29  | Oserian 2                                   | 17,52 km  | 80,01 km  |
| Frazione 4 (26 giu) | PS18   | 12:32  | Narasha 2                                   | 13,30 km  | 80,01 km  |
| Frazione 4 (26 giu) | PS19   | 14:18  | Hell's Gate 2 (power stage)                 | 10,53 km  | 80,01 km  |
| Totale              | Totale | Totale | Totale                                      | Totale    | 362,62 km |

## Risultati

### Classifica
| Pos.     | Nº       | Pilota               | Co-pilota          | Auto                   | Squadra                    | Classe/Validità | Tempo     | Distacco   | Punti    |
| Generale | Generale | Generale             | Generale           | Generale               | Generale                   | Generale        | Generale  | Generale   | Generale |
| -------- | -------- | -------------------- | ------------------ | ---------------------- | -------------------------- | --------------- | --------- | ---------- | -------- |
| 1.       | 69       | Kalle Rovanperä      | Jonne Halttunen    | Toyota GR Yaris Rally1 | Toyota Gazoo Racing WRT    | WRC             | 3h40'24"9 | –          | 25       |
| 2.       | 33       | Elfyn Evans          | Scott Martin       | Toyota GR Yaris Rally1 | Toyota Gazoo Racing WRT    | WRC             | 3h41'17"7 | +52"8      | 18       |
| 3.       | 18       | Takamoto Katsuta     | Aaron Johnston     | Toyota GR Yaris Rally1 | Toyota Gazoo Racing WRT NG | WRC             | 3h42'07"6 | +1'42"7    | 15       |
| 4.       | 1        | Sébastien Ogier      | Benjamin Veillas   | Toyota GR Yaris Rally1 | Toyota Gazoo Racing WRT    | WRC             | 3h42'35"2 | +2'10"3    | 15       |
| 5.       | 11       | Thierry Neuville     | Martijn Wydaeghe   | Hyundai i20 N Rally1   | Hyundai Shell Mobis WRT    | WRC             | 3h51'05"1 | +10'40"9   | 15       |
| 6.       | 42       | Craig Breen          | Paul Nagle         | Ford Puma Rally1       | M-Sport Ford WRT           | WRC             | 4h03'52"8 | +23'27"9   | 8        |
| 7.       | 9        | Jourdan Serderidis   | Frédéric Miclotte  | Ford Puma Rally1       | M-Sport Ford WRT           | WRC             | 4h10'41"4 | +30'16"5   | 6        |
| 8.       | 19       | Sébastien Loeb       | Isabelle Galmiche  | Ford Puma Rally1       | M-Sport Ford WRT           | WRC             | 4h12'37"5 | +32'12"6   | 8        |
| 9.       | 20       | Kajetan Kajetanowicz | Maciej Szczepaniak | Škoda Fabia Rally2 Evo | -                          | WRC-2           | 4h16'02"5 | +35'37"6   | 2        |
| 10.      | 2        | Oliver Solberg       | Elliott Edmondson  | Hyundai i20 N Rally1   | Hyundai Shell Mobis WRT    | WRC             | 4h18'01"5 | +37'36"6   | 1        |
| ...      | ...      | ...                  | ...                | ...                    | ...                        | ...             | ...       | ...        | ...      |
| 14.      | 16       | Adrien Fourmaux      | Alexandre Coria    | Ford Puma Rally1       | M-Sport Ford WRT           | WRC             | 4h59'52"6 | +1h19'27"7 | 1        |
| 15.      | 44       | Gus Greensmith       | Jonas Andersson    | Ford Puma Rally1       | M-Sport Ford WRT           | WRC             | 4h59'57"0 | +1h19'31"1 | 2        |
| WRC-2    |          |                      |                    |                        |                            |                 |           |            |          |
| 1. (9.)  | 20       | Kajetan Kajetanowicz | Maciej Szczepaniak | Škoda Fabia Rally2 Evo | -                          | WRC-2           | 4h16'02"5 | –          | 28       |
| 2. (11.) | 22       | Sean Johnston        | Alexander Kihurani | Citroën C3 Rally2      | Saintéloc Junior Team      | WRC-2           | 4h35'10"7 | +19'08"2   | 20       |
| 3. (12.) | 27       | Amanraaj Rai         | Gurdeep Panesar    | Škoda Fabia Rally2 Evo | -                          | WRC-2           | 4h45'16"4 | +29'13"9   | 16       |
| 4. (17.) | 28       | Aakif Virani         | Azhar Bhatti       | Škoda Fabia R5         | -                          | WRC-2           | 5h23'53"6 | +1h07'51"1 | 12       |
| WRC-3    |          |                      |                    |                        |                            |                 |           |            |          |
| 1. (16.) | 34       | Maxine Wahome        | Murage Waigwa      | Ford Fiesta Rally3     | -                          | WRC-3           | 5h20'21"6 | –          | 25       |
| 2. (19.) | 30       | Jeremy Wahome        | Victor Okundi      | Ford Fiesta Rally3     | -                          | WRC-3           | 5h45'49"0 | +25'27"4   | 18       |
| 3. (21.) | 32       | Mcrae Kimathi        | Mwangi Kioni       | Ford Fiesta Rally3     | -                          | WRC-3           | 5h55'59"3 | +35'37"7   | 15       |

| Principali ritiri | Principali ritiri | Principali ritiri | Principali ritiri | Principali ritiri    | Principali ritiri       | Principali ritiri | Principali ritiri | Principali ritiri |
| PS                | Nº                | Pilota            | Copilota          | Auto                 | Squadra                 | Classe            | Causa             | Pos.              |
| ----------------- | ----------------- | ----------------- | ----------------- | -------------------- | ----------------------- | ----------------- | ----------------- | ----------------- |
| PS 7              | 21                | Martin Prokop     | Zdeněk Jůrka      | Ford Fiesta Rally2   | -                       | WRC-2             | Motore            | 12º               |
| PS 18             | 8                 | Ott Tänak         | Martin Järveoja   | Hyundai i20 N Rally1 | Hyundai Shell Mobis WRT | WRC               | Servosterzo       | 11º               |

Legenda
| Icona   | Note                                                                                     |
| ------- | ---------------------------------------------------------------------------------------- |
| WRC     | Equipaggio di classe Rally1 che può conquistare punti per il campionato costruttori.     |
| WRC     | Equipaggio di classe Rally1 che non può conquistare punti per il campionato costruttori. |
| WRC-2   | Equipaggio di classe RC2 registrato al campionato WRC-2.                                 |
| WRC-3   | Equipaggio di classe RC3 registrato al campionato WRC-3.                                 |
| WRC-3 J | Equipaggio di classe RC3 registrato al campionato WRC-3 Junior.                          |
|         | Ulteriori classificazioni                                                                |

### Prove speciali
| Frazione            | Prova | Ora   | Nome                        | Lunghezza | Vincitori                         | Tempo   | Velocità media | Leader del rally                 |
| ------------------- | ----- | ----- | --------------------------- | --------- | --------------------------------- | ------- | -------------- | -------------------------------- |
| Frazione 1 (23 giu) | PS1   | 14:08 | Super Special Kasarani      | 4,84 km   | Sébastien Ogier Benjamin Veillas  | 3'18"8  | 87,65 km/h     | Sébastien Ogier Benjamin Veillas |
|                     |       |       |                             |           |                                   |         |                |                                  |
| Frazione 2 (24 giu) | PS2   | 08:00 | Loldia 1                    | 19,17 km  | Sébastien Loeb Isabelle Galmiche  | 14'18"8 | 80,36 km/h     | Sébastien Ogier Benjamin Veillas |
| Frazione 2 (24 giu) | PS3   | 09:18 | Geothermal 1                | 11,68 km  | Kalle Rovanperä Jonne Halttunen   | 6'44"2  | 104,03 km/h    | Sébastien Ogier Benjamin Veillas |
| Frazione 2 (24 giu) | PS4   | 10:11 | Kedong 1                    | 31,25 km  | Kalle Rovanperä Jonne Halttunen   | 17'29"9 | 107,15 km/h    | Elfyn Evans Scott Martin         |
| Frazione 2 (24 giu) | PS5   | 13:09 | Loldia 2                    | 19,17 km  | Sébastien Ogier Benjamin Veillas  | 14'05"2 | 81,65 km/h     | Sébastien Ogier Benjamin Veillas |
| Frazione 2 (24 giu) | PS6   | 14:27 | Geothermal 2                | 11,68 km  | Sébastien Ogier Benjamin Veillas  | 6'41"2  | 104,81 km/h    | Sébastien Ogier Benjamin Veillas |
| Frazione 2 (24 giu) | PS7   | 15:20 | Kedong 2                    | 31,25 km  | Kalle Rovanperä Jonne Halttunen   | 17'43"2 | 105,81 km/h    | Kalle Rovanperä Jonne Halttunen  |
|                     |       |       |                             |           |                                   |         |                | Kalle Rovanperä Jonne Halttunen  |
| Frazione 3 (25 giu) | PS8   | 08:06 | Soysambu 1                  | 29,32 km  | Elfyn Evans Scott Martin          | 18'14"2 | 96,46 km/h     | Kalle Rovanperä Jonne Halttunen  |
| Frazione 3 (25 giu) | PS9   | 09:08 | Elmenteita 1                | 15,08 km  | Thierry Neuville Martijn Wydaeghe | 8'37"0  | 105,01 km/h    | Kalle Rovanperä Jonne Halttunen  |
| Frazione 3 (25 giu) | PS10  | 10:01 | Sleeping Warrior 1          | 31,04 km  | Thierry Neuville Martijn Wydaeghe | 17'18"1 | 107,64 km/h    | Kalle Rovanperä Jonne Halttunen  |
| Frazione 3 (25 giu) | PS11  | 14:07 | Soysambu 2                  | 29,32 km  | Elfyn Evans Scott Martin          | 18'05"3 | 97,26 km/h     | Kalle Rovanperä Jonne Halttunen  |
| Frazione 3 (25 giu) | PS12  | 15:08 | Elmenteita 2                | 15,08 km  | Kalle Rovanperä Jonne Halttunen   | 9'47"1  | 92,47 km/h     | Kalle Rovanperä Jonne Halttunen  |
| Frazione 3 (25 giu) | PS13  | 16:01 | Sleeping Warrior 2          | 31,04 km  | Sébastien Ogier Benjamin Veillas  | 19'19"1 | 96,41 km/h     | Kalle Rovanperä Jonne Halttunen  |
|                     |       |       |                             |           |                                   |         |                | Kalle Rovanperä Jonne Halttunen  |
| Frazione 4 (26 giu) | PS14  | 07:05 | Oserian 1                   | 17,52 km  | Adrien Fourmaux Alexandre Coria   | 11'42"1 | 89,8 km/h      | Kalle Rovanperä Jonne Halttunen  |
| Frazione 4 (26 giu) | PS15  | 08:08 | Narasha 1                   | 13,30 km  | Kalle Rovanperä Jonne Halttunen   | 6'56"6  | 114,93 km/h    | Kalle Rovanperä Jonne Halttunen  |
| Frazione 4 (26 giu) | PS16  | 09:08 | Hell's Gate 1               | 10,53 km  | Ott Tänak Martin Järveoja         | 5'51"5  | 107,85 km/h    | Kalle Rovanperä Jonne Halttunen  |
| Frazione 4 (26 giu) | PS17  | 11:29 | Oserian 2                   | 14,83 km  | Sébastien Loeb Isabelle Galmiche  | 9'05"7  | 97,83 km/h     | Kalle Rovanperä Jonne Halttunen  |
| Frazione 4 (26 giu) | PS18  | 12:32 | Narasha 2                   | 13,30 km  | Sébastien Loeb Isabelle Galmiche  | 6'59"2  | 114,22 km/h    | Kalle Rovanperä Jonne Halttunen  |
| Frazione 4 (26 giu) | PS19  | 14:18 | Hell's Gate 2 (power stage) | 10,53 km  | Thierry Neuville Martijn Wydaeghe | 6'00"4  | 105,18 km/h    | Kalle Rovanperä Jonne Halttunen  |

### Power stage
PS19: Hell's Gate 2 di 10,53 km, disputatasi domenica 26 giugno 2022 alle ore 14:18 (UTC+3).
| Pos. | No. | Pilota           | Copilota          | Auto                   | Squadra                 | Classe | Tempo  | Distacco | PP | PC |
| ---- | --- | ---------------- | ----------------- | ---------------------- | ----------------------- | ------ | ------ | -------- | -- | -- |
| 1    | 11  | Thierry Neuville | Martijn Wydaeghe  | Hyundai i20 N Rally1   | Hyundai Shell Mobis WRT | Rally1 | 6'00"4 | –        | 5  | 5  |
| 2    | 19  | Sébastien Loeb   | Isabelle Galmiche | Ford Puma Rally1       | M-Sport Ford WRT        | Rally1 | 6'01"2 | +0"8     | 4  | 4  |
| 3    | 1   | Sébastien Ogier  | Benjamin Veillas  | Toyota GR Yaris Rally1 | Toyota Gazoo Racing WRT | Rally1 | 6'06"5 | +6"1     | 3  | 3  |
| 4    | 44  | Gus Greensmith   | Jonas Andersson   | Ford Puma Rally1       | M-Sport Ford WRT        | Rally1 | 6'10"8 | +10"4    | 2  | -  |
| 5    | 16  | Adrien Fourmaux  | Alexandre Coria   | Ford Puma Rally1       | M-Sport Ford WRT        | Rally1 | 6'11"3 | +10"9    | 1  | 1  |

## Classifiche mondiali
Classifica piloti
| Pos. | Pos. | Pilota               | Punti |
| ---- | ---- | -------------------- | ----- |
| 1    |      | Kalle Rovanperä      | 145   |
| 2    |      | Thierry Neuville     | 80    |
| 3    |      | Ott Tänak            | 62    |
| 4    | 1    | Takamoto Katsuta     | 62    |
| 5    | 1    | Craig Breen          | 60    |
| 6    |      | Elfyn Evans          | 57    |
| 7    | 1    | Sébastien Loeb       | 35    |
| 8    | 2    | Sébastien Ogier      | 34    |
| 9    | 2    | Dani Sordo           | 34    |
| 10   | 1    | Gus Greensmith       | 34    |
| 11   |      | Pierre-Louis Loubet  | 18    |
| 12   |      | Esapekka Lappi       | 17    |
| 13   |      | Andreas Mikkelsen    | 12    |
| 14   |      | Oliver Solberg       | 9     |
| 15   |      | Yohan Rossel         | 7     |
| 16   | N    | Jourdan Serderidis   | 6     |
| 17   | 1    | Kajetan Kajetanowicz | 6     |
| 18   | 2    | Nikolaj Grjazin      | 6     |
| 19   | 2    | Ole Christian Veiby  | 4     |
| 20   | 1    | Jari Huttunen        | 3     |
| 21   | 1    | Adrien Fourmaux      | 3     |
| 22   | 2    | Emil Lindholm        | 3     |
| 23   | 2    | Erik Cais            | 2     |
| 24   | 1    | Jan Solans           | 2     |
| 25   | 1    | Egon Kaur            | 1     |

Classifica copiloti
| Pos. | Pos. | Pilota                 | Punti |
| ---- | ---- | ---------------------- | ----- |
| 1    |      | Jonne Halttunen        | 145   |
| 2    |      | Martijn Wydaeghe       | 80    |
| 3    | 1    | Martin Järveoja        | 62    |
| 4    | 1    | Aaron Johnston         | 62    |
| 5    | 1    | Paul Nagle             | 60    |
| 6    |      | Scott Martin           | 57    |
| 7    | 1    | Isabelle Galmiche      | 35    |
| 8    | 2    | Benjamin Veillas       | 34    |
| 9    | 2    | Cándido Carrera        | 34    |
| 10   | 1    | Jonas Andersson        | 28    |
| 11   |      | Vincent Landais        | 18    |
| 12   |      | Janne Ferm             | 17    |
| 13   |      | Torstein Eriksen       | 12    |
| 14   |      | Elliott Edmondson      | 9     |
| 15   |      | Valentin Sarreaud      | 7     |
| 16   | N    | Frédéric Miclotte      | 6     |
| 17   | 1    | Maciej Szczepaniak     | 6     |
| 18   | 2    | Konstantin Aleksandrov | 6     |
| 19   | 2    | Stig Rune Skjærmoen    | 4     |
| 20   | 1    | Mikko Lukka            | 3     |
| 21   | 1    | Alexandre Coria        | 3     |
| 22   | 2    | Reeta Hämäläinen       | 3     |
| 23   | 2    | Petr Těšínský          | 2     |
| 24   | 1    | Rodrigo Sanjuan        | 2     |
| 25   | 1    | Silver Simm            | 1     |

Classifica costruttori WRC
| Pos. | Pos. | Squadra                    | Punti |
| ---- | ---- | -------------------------- | ----- |
| 1    |      | Toyota Gazoo Racing WRT    | 246   |
| 2    |      | Hyundai Shell Mobis WRT    | 184   |
| 3    |      | M-Sport Ford WRT           | 144   |
| 4    |      | Toyota Gazoo Racing WRT NG | 68    |